# Struthio coppensi
Struthio coppensi es una especie extinta de ave estrutioniforme de la familia Struthionidae. Vivió en Namibia durante el Mioceno hace 20 millones de años y es considerado el miembro más antiguo del género Struthio. Se trata de una especie de menor tamaño en comparación con el avestruz común (S. camelus). Recibe su nombre en referencia al paleontólogo francés Yves Coppens, en reconocimiento en apoyo a la investigación de sus descubridores.